# Bernhard Nebel

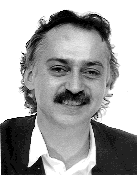
Bernhard Nebel

Bernhard Nebel (* 6. Mai 1956 in Hamburg) ist ein deutscher Wissenschaftler der Informatik und künstlichen Intelligenz. 
Er ist Professor an der Albert-Ludwigs-Universität Freiburg, an der er den Lehrstuhl für Grundlagen der Künstlichen Intelligenz am Institut für Informatik innehat. Er ist durch seine Beiträge zur Handlungsplanung, zum räumlichen Schließen und zur Robotik bekannt geworden. Sein CS Freiburg RoboCup Team wurde 1998, 2000 und 2001 Weltmeister in der Klasse der mittelgroßen Roboter beim RoboCup. Bernhard Nebel und seine Gruppe entwickelten auch das erste autonome Tischfußballsystem. 
Bernhard Nebel erhielt sein Diplom von der Universität Hamburg im Jahr 1980. Er promovierte 1989 an der Universität des Saarlandes. Sein Doktorvater war Wolfgang Wahlster.
Bernhard Nebel ist Fellow des European Coordinating Committee for Artificial Intelligence (ECCAI) und der Association for the Advancement of Artificial Intelligence (AAAI). Er ist ebenfalls seit 2009 Mitglied der Deutschen Akademie der Naturforscher Leopoldina. 2011 wurde er als ordentliches Mitglied in die Academia Europaea aufgenommen.
Seit 2022 Professor emeritus.